# Sikucur
Sikucur is een bestuurslaag in het regentschap Padang Pariaman van de provincie West-Sumatra, Indonesië. Sikucur telt 10.359 inwoners (volkstelling 2010).